# Oswald Gellert
Oswald R. Gellert (* 17. Juli 1889 in Budweis, Königreich Böhmen; † 29. April 1943 in Rye, N.Y.) war ein böhmischer, später tschechoslowakischer Industrieller.

## Leben und Tätigkeit
Gellert war ein Sohn des Großindustriellen Rudolf Gellert und seiner Frau Auguste, geborene Fürth. Er war Inhaber eines Papierproduktionsunternehmens in Budweis und ein führender Industrieller der Tschechoslowakei der Zwischenkriegszeit. Über seine Frau zählte er zur Prager Line der Unternehmerdynastie Petschek, die alle zwischen 1934 und 1937 Mitteleuropa verließen und in die USA zogen.
Als führender Vertreter der Julius-Petschek-Erben, denen die deutschen Behörden unter anderem Aktienbetrug und Steuerhinterziehung vorwarfen, wurde Gellert später vom Reichssicherheitshauptamt in die Sonderfahndungsliste G.B. aufgenommen, ein Verzeichnis von Personen, die bei einer deutschen Besetzung Englands von Sondereinheiten der SS verhaftet werden sollten. Tatsächlich befand er sich bereits seit Frühjahr 1938 in den USA.

## Familie
Gellert war verheiratet mit Grete Petschek (1894–1980), einer Tochter des Industriellen Julius Petschek.

## Schriften
- Eisen und Alteisen in ihren technischen und wirtschaftlichen Beziehungen (= Abhandlungen aus dem volkswirtschaftlichen Seminar der technischen Hochschule zu Dresden. Herausg. von R. Wuttle. Heft 4) München 1912.